# NGC 7710
NGC 7710 é uma galáxia lenticular (S0) localizada na direcção da constelação de Pisces. Possui uma declinação de -02° 52' 51" e uma ascensão recta de 23 horas, 35 minutos e 46,1 segundos.
A galáxia NGC 7710 foi descoberta em 24 de Setembro de 1862 por Heinrich Louis d'Arrest.